# 陶爾島

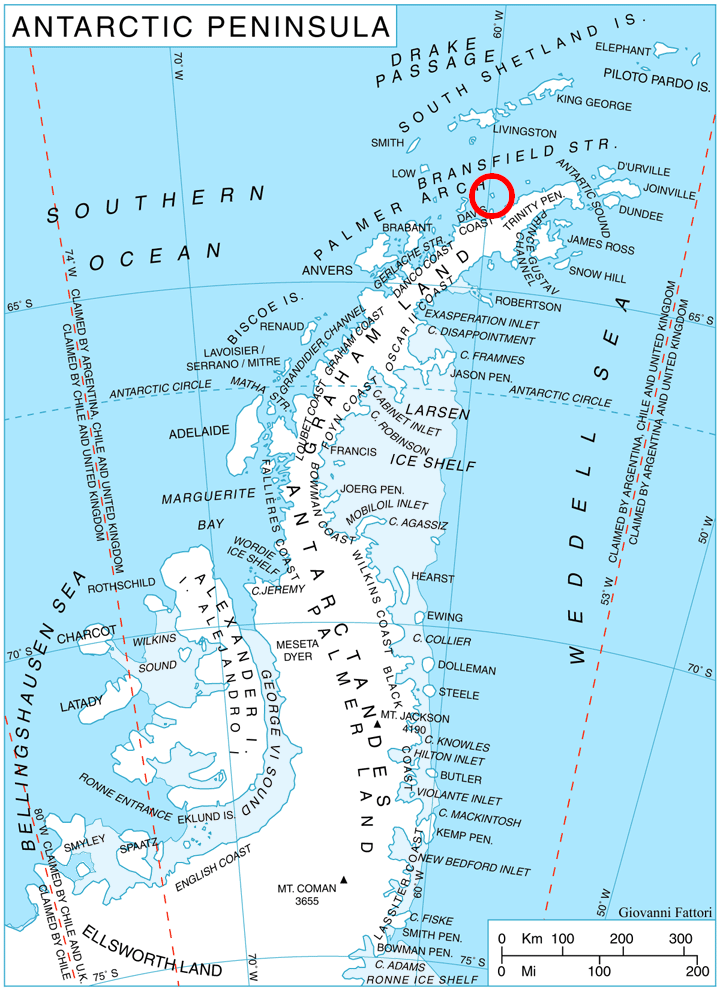

63°34′S 059°50′W / 63.567°S 59.833°W
陶爾島（英語：Tower Island）是南極洲的島嶼，屬於帕默群島的一部分，長7.1公里、寬4.9公里，面積16平方公里，最高點海拔高度305米，島上無人居住，英國、阿根廷和智利在南極條約體系下擱置對該島嶼的領土主權要求。

## 外部連結
- Trinity Peninsula. Scale 1:250000 topographic map No. 5697. Institut für Angewandte Geodäsie and British Antarctic Survey, 1996.

- SCAR Composite Antarctic Gazetteer（页面存档备份，存于）.